# Suermondt-Ludwig-Museum
Het stedelijk Suermondt-Ludwig-Museum is een museum voor kunst in de Duitse stad Aken in de deelstaat Noordrijn-Westfalen. Het museum werd in 1883 gesticht als Suermondt Museum en is thans gevestigd in de Wilhelmstraße 18. Het museum maakt deel uit van de Ludwigmusea.

## Huisvesting
Het museum werd genoemd naar de oorspronkelijke oprichter, de staalfabrikant en bankier Barthold Suermondt, en was aanvankelijk gevestigd in de Alte Redoute in de Komphausbadstraße, een barok gebouw uit de 17e eeuw. Nadat dit gebouw te klein geworden was, verhuisde het museum in 1901 naar de Villa Cassalette, een stadspaleis uit 1883–88 van de Akense architect Eduard Linse. De façade van het gebouw in de stijl van het historisme is geïnspireerd op de Biblioteca Marciana in Venetië. De nieuwe vleugel van het museum is ontworpen door de architecten Peter Busmann en Godfrid Haberer (1992-94).

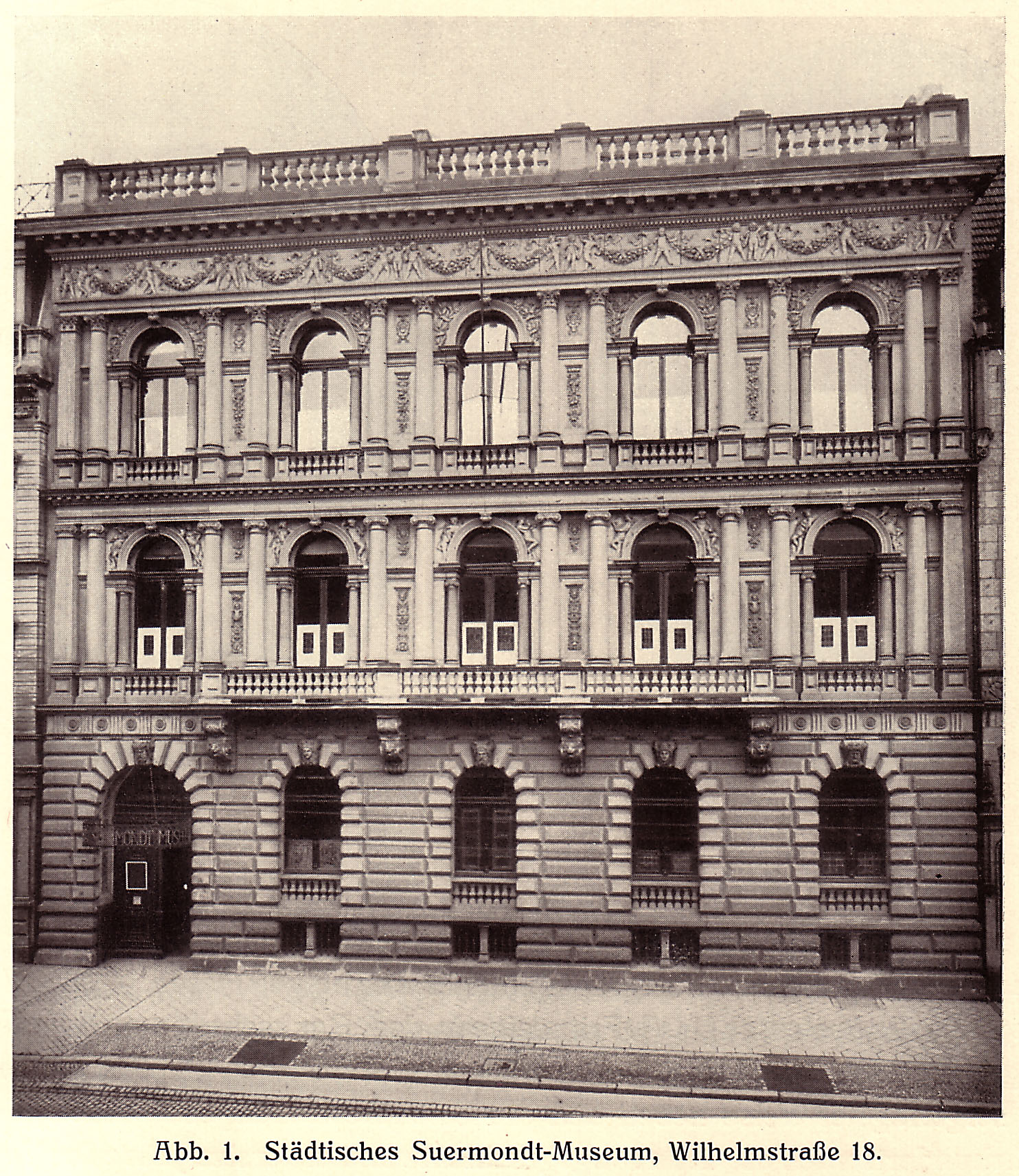
Villa Cassalette, 1901
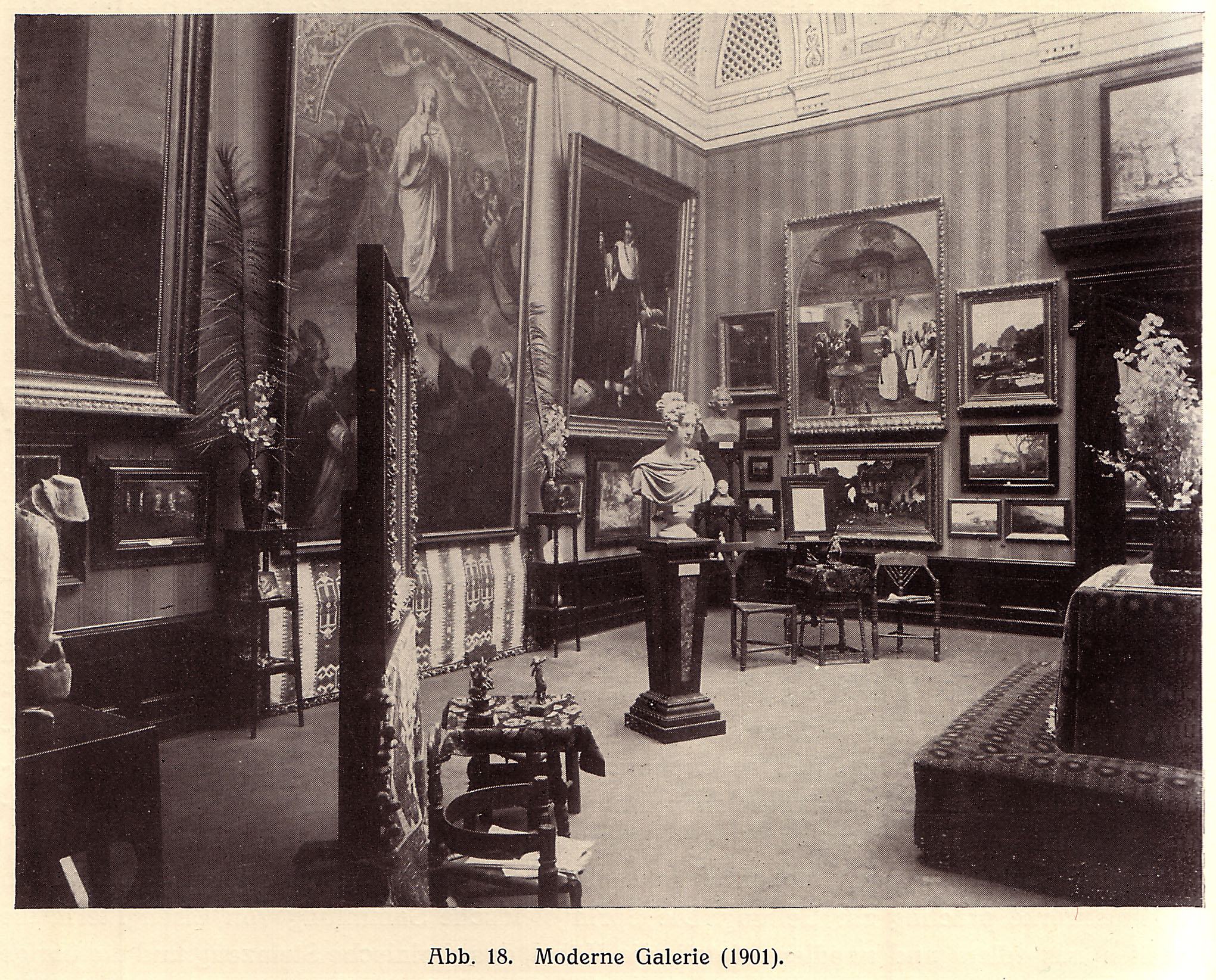
Museuminterieur, 1901
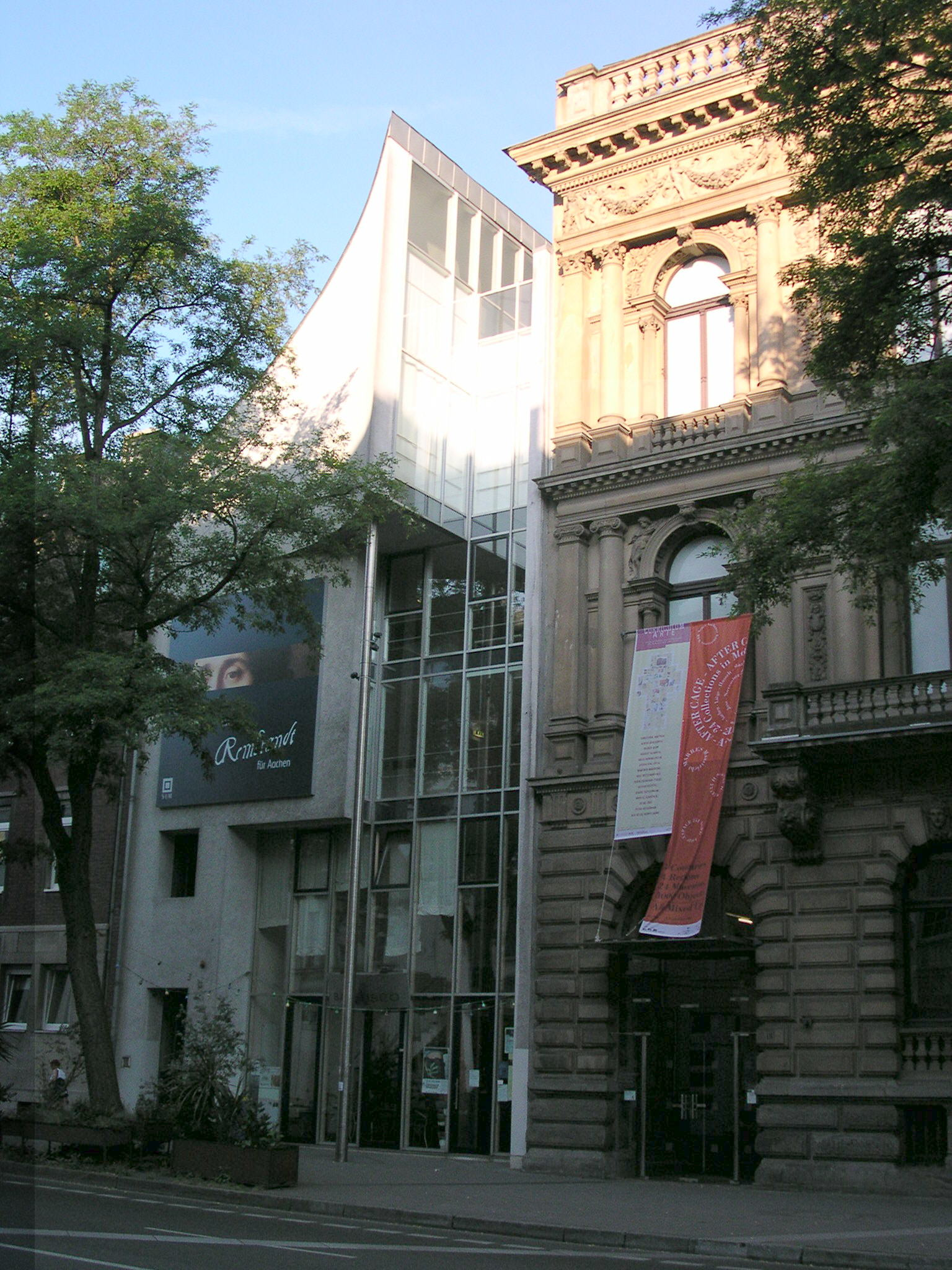
Nieuwe vleugel
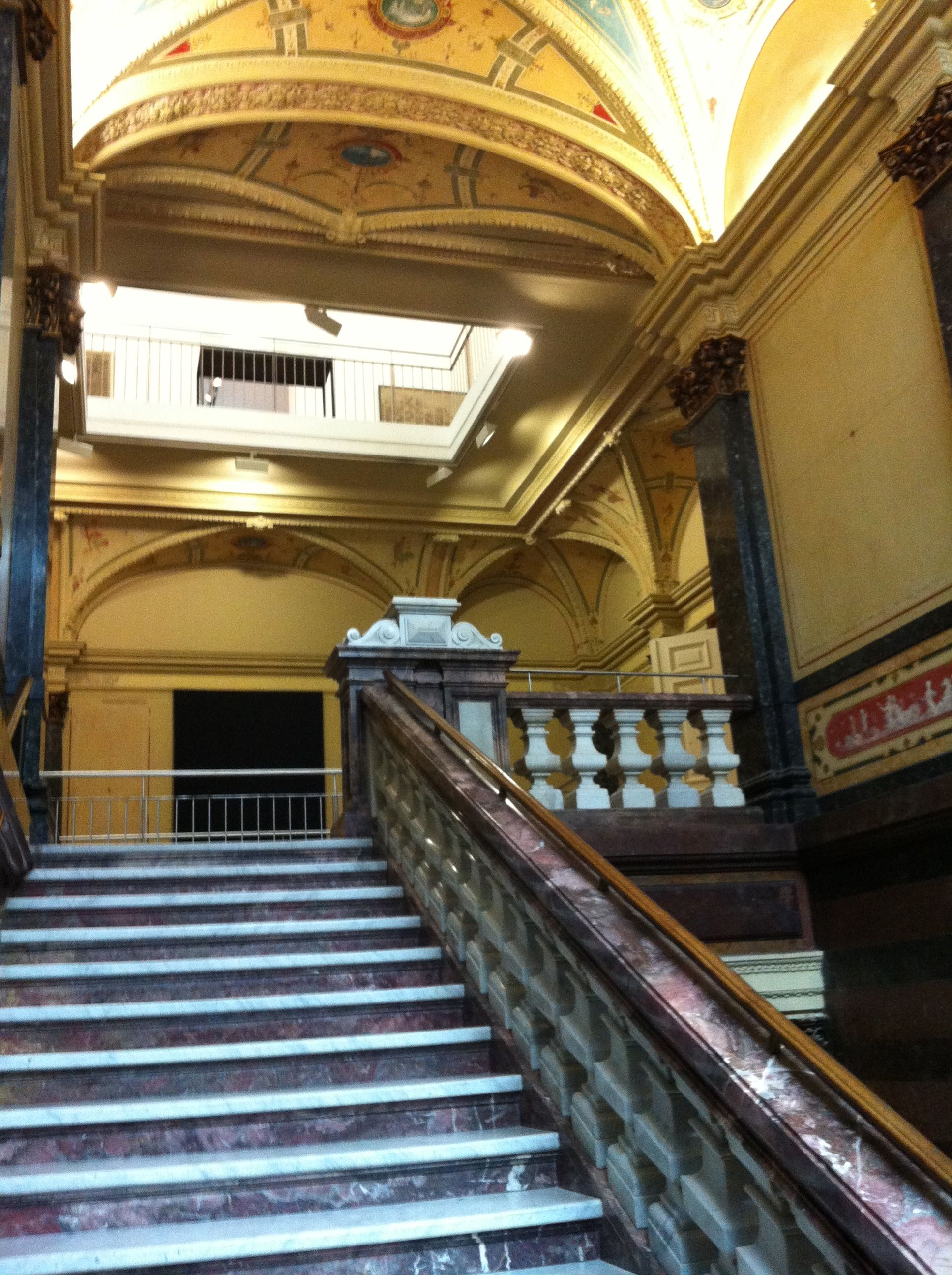
Trappenhuis

## Collectie
De museumcollectie groeide gestaag, in het bijzonder door de talrijke schenkingen van burgers uit Aken zoals Anton Ignaz vom Houtem en de kunsthistoricus Franz Bock, maar vooral door de schenking van het van oorsprong Akense verzamelaarsechtpaar Peter en Irene Ludwig, die in 1977 hun naam aan het museum verbonden zagen.
De collectie bestaat naast schilder- en beeldhouwkunst van de twaalfde tot de twintigste eeuw, tapisserieën en goudsmeedkunst ook uit een omvangrijke verzameling glasschilderkunst van de middeleeuwen tot de twintigste eeuw.
Een verzameling antieke voorwerpen met het accent op beschilderde Attische vazen, alsmede een prentenkabinet (Kupferstichkabinett) met tekeningen, aquarellen, grafiek en etsen van oude meesters als Albrecht Dürer, Rembrandt van Rijn en Francisco de Goya, maar ook van hedendaagse kunstenaars, ronden het aanbod af.

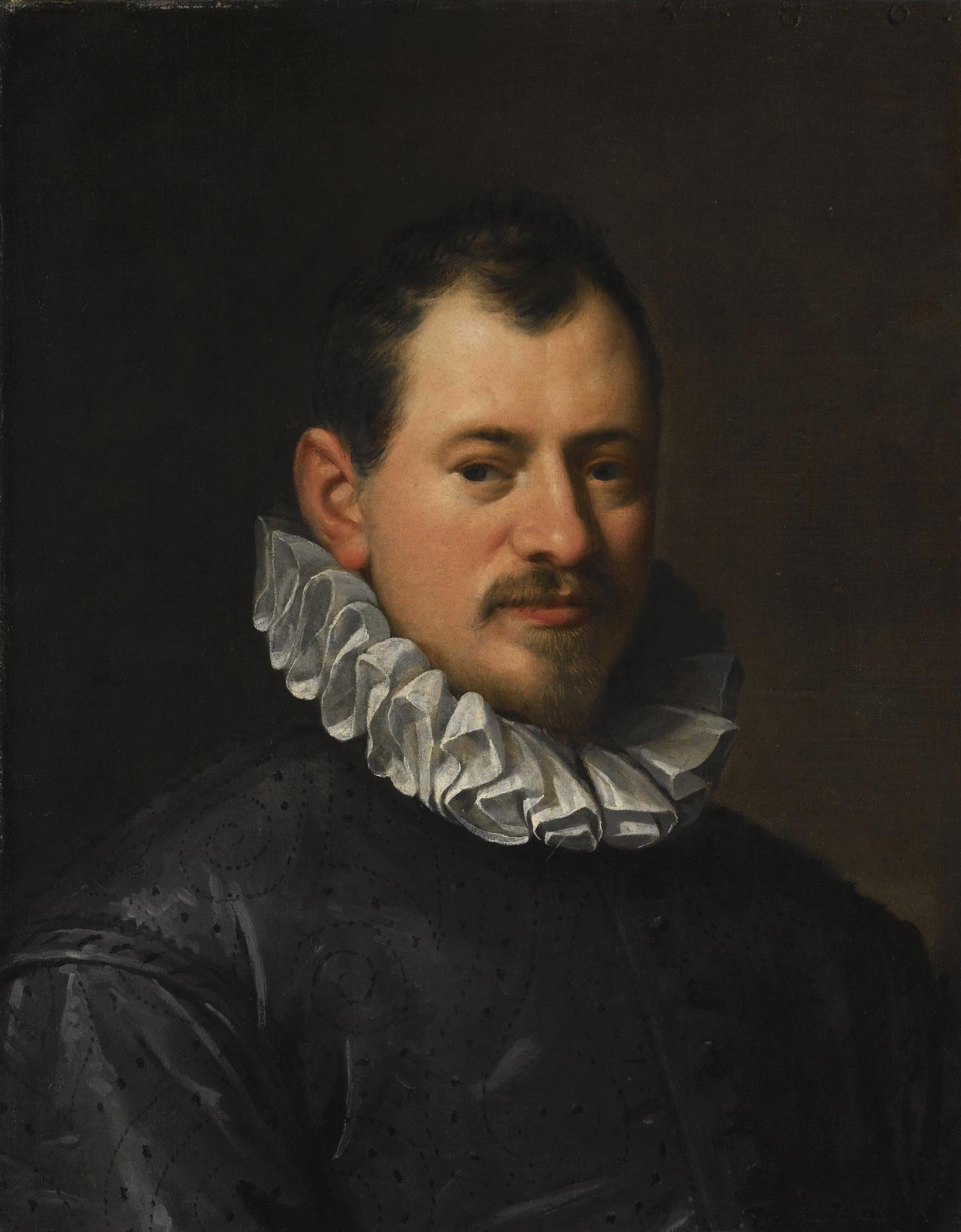
Hans von Aachen, Portret Jacopo Bilivert
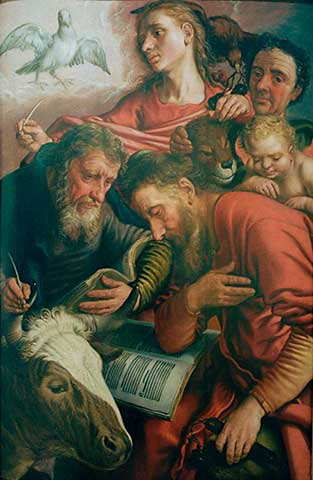
Pieter Aertsen. De vier Evangelisten
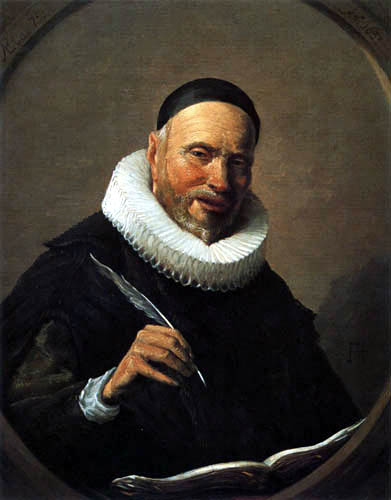
Frans Hals (navolger), Portret P.C. Bor
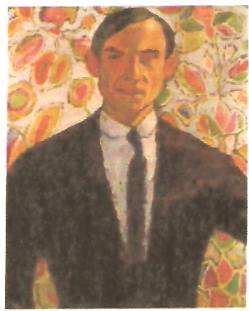
Hanns Bolz, Zelfportret